# اورشاتس (کنگاژواتس)
اورشاتس (به صربی: Orešac) یک منطقهٔ مسکونی در صربستان است که در کنگاژواتس واقع شده‌است. اورشاتس ۳۳۵ نفر جمعیت دارد.